# Siphonaria
Siphonaria (denominadas, em inglês, false limpets; em português, lapas falsas; com as verdadeiras lapas pertencendo à subclasse Patellogastropoda) é um gênero de moluscos gastrópodes hermafroditas e de fertilização interna, marinhos e costeiros, pertencente à família Siphonariidae da subclasse Heterobranchia (no passado entre os Pulmonata ou Opisthobranchia), sendo animais capazes de respirar tanto o ar atmosférico, através de uma estrutura vascularizada na cavidade do seu manto, quanto a água marinha. Quando expostos, sua respiração é feita pelo "pulmão" e pelos lados úmidos do pé; mas quando submersos a sua respiração é feita por uma guelra secundária, dentro da cavidade do manto. Foi classificado por George Brettingham Sowerby I em 1823, e sua espécie-tipo, Siphonaria javanica, fora descrita por Jean-Baptiste de Lamarck no ano de 1819. Sua distribuição geográfica abrange os oceanos tropicais e subtropicais da Terra, exceto o Ártico.

## Descrição da concha
O gênero Siphonaria apresenta conchas pateliformes ou em forma de gorro, geralmente dotadas de uma escultura em relevo com disposição radial e de formato mais ou menos irregular na margem, em sua área sifonal (onde se localiza seu canal respiratório) que se localiza no centro direito da concha, quando vista por cima; com lados convexos e ápice geralmente direcionado para cima. A diversidade das espécies de Siphonaria tem permanecido grande, principalmente porque os diversos autores interpretaram de forma diferente a variação dos caracteres das conchas, resultando em várias denominações para um mesmo táxon.

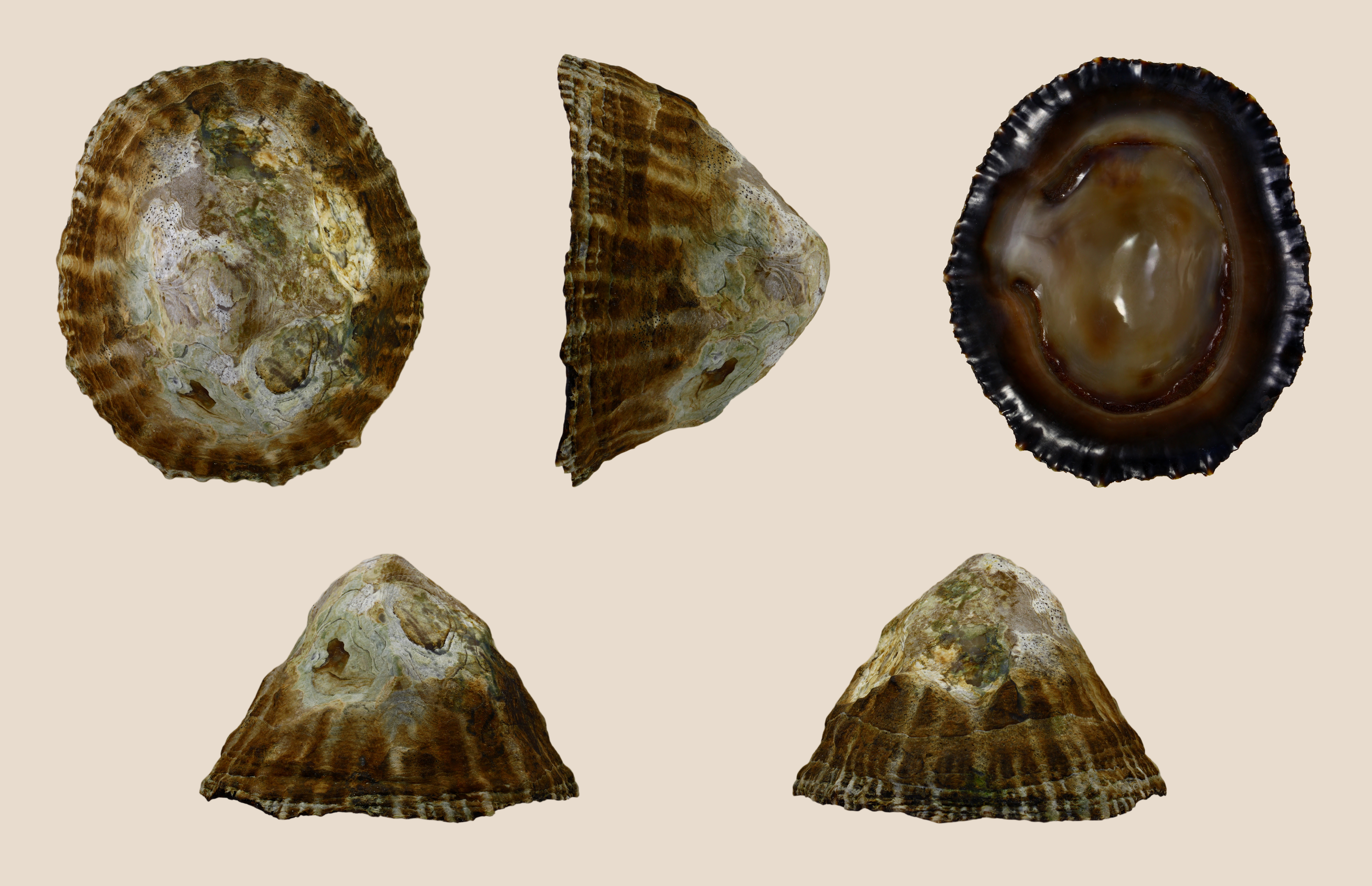
Cinco vistas de uma concha de Siphonaria gigas G. B. Sowerby I, 1825[1]; espécime proveniente do oeste do Panamá. Observe a mancha branca da sua vista inferior, onde se localiza a abertura para a estrutura vascularizada e respiratória na cavidade do seu manto.

## Habitat e alimentação
Estes moluscos habitam a zona entremarés, com alguns ocorrendo até acima do nível da maré, em rochas aparentemente nuas e secas, apenas molhadas pela maré alta ou spray das ondas. Muitas espécies retornam a uma mesma cicatriz na rocha, quando não estão se alimentando de algas.

## Espécies deSiphonaria
- Cerithium abditum Houbrick, 1992
- Siphonaria acmaeoides Pilsbry, 1895
- Siphonaria acuta Quoy & Gaimard, 1833
- Siphonaria aequilirata Carpenter, 1857
- Siphonaria aequilorata Reeve, 1856
- Siphonaria alba Hubendick, 1943
- Siphonaria albicante Quoy & Gaimard, 1833
- Siphonaria alternata (Say, 1826)
- Siphonaria alternicosta Potiez & Michaud, 1838
- Siphonaria asghar Biggs, 1958
- Siphonaria atra Quoy & Gaimard, 1833
- Siphonaria australis Quoy & Gaimard, 1833
- Siphonaria basseinensis Melvill, 1893
- Siphonaria belcheri Hanley, 1858
- Siphonaria bifurcata Reeve, 1856
- Siphonaria brannani Stearns, 1873
- Siphonaria brasiliana Reeve, 1856
- Siphonaria brunnea Hanley, 1858
- Siphonaria capensis Quoy & Gaimard, 1833
- Siphonaria carbo Hanley, 1858
- Siphonaria characteristica Reeve, 1842
- Siphonaria chirura Pilsbry, 1920
- Siphonaria compressa Allanson, 1958
- Siphonaria concinna G. B. Sowerby I, 1823
- Siphonaria corallina Christiaens, 1980
- Siphonaria coreensis A. Adams & Reeve, 1848
- Siphonaria corrugata Reeve, 1856
- Siphonaria corrumbinensis Hubendick, 1955
- Siphonaria costata G. B. Sowerby I, 1835
- Siphonaria crenata Blainville, 1827
- Siphonaria dayi Allanson, 1958
- Siphonaria denticulata Quoy & Gaimard, 1833
- Siphonaria diemenensis Quoy & Gaimard, 1833
- Siphonaria exulum Hanley, 1858
- Siphonaria ferruginea Reeve, 1856
- Siphonaria fuegiensis Güller, Zelaya & Ituarte, 2016
- Siphonaria funiculata Reeve, 1856
- Siphonaria gigas G. B. Sowerby I, 1825
- Siphonaria guamensis Quoy & Gaimard, 1833
- Siphonaria henica Verrill & Bush, 1900
- Siphonaria hispida Hubendick, 1946
- Siphonaria incerta Deshayes, 1863
- Siphonaria innocuus (Iredale, 1940)
- Siphonaria innominata (Iredale, 1915)
- Siphonaria japonica (Donovan, 1824)
- Siphonaria javanica (Lamarck, 1819) - Espécie-tipo
- Siphonaria jeanae Jenkins, 1984
- Siphonaria kurracheensis Reeve, 1856
- Siphonaria laciniosa (Linnaeus, 1758)
- Siphonaria laeviuscula G. B. Sowerby I, 1835
- Siphonaria lateralis Gould, 1846
- Siphonaria lecanium Philippi, 1846
- Siphonaria lepida Gould, 1848
- Siphonaria lessonii Blainville, 1827
- Siphonaria lineolata G. B. Sowerby I, 1835
- Siphonaria macgillivrayi Reeve, 1856
- Siphonaria madagascarensis Odhner, 1919
- Siphonaria maura G. B. Sowerby I, 1835
- Siphonaria naufragum Stearns, 1872
- Siphonaria normalis A. A. Gould, 1846
- Siphonaria oculus F. Krauss, 1848
- Siphonaria parcicostata Deshayes, 1863
- Siphonaria parma Hanley, 1858
- Siphonaria pascua Rehder, 1980
- Siphonaria pectinata (Linnaeus, 1758)
- Siphonaria percea (Iredale, 1940)
- Siphonaria pica G. B. Sowerby I, 1835
- Siphonaria pisangensis Hubendick, 1947
- Siphonaria placentula Menke, 1853
- Siphonaria plicata Quoy & Gaimard, 1833
- Siphonaria propria Jenkins, 1983
- Siphonaria punctata Quoy & Gaimard, 1833
- Siphonaria raoulensis W. R. B. Oliver, 1915
- Siphonaria redimiculum Reeve, 1856
- Siphonaria rosea Hubendick, 1943
- Siphonaria rucuana Pilsbry, 1904
- Siphonaria savignyi Krauss, 1848
- Siphonaria serrata (Fischer von Waldheim, 1807)
- Siphonaria siquijorensis Reeve, 1856
- Siphonaria sirius Pilsbry, 1895
- Siphonaria stellata (Helbling, 1779)
- Siphonaria stewartiana (Powell, 1939)
- Siphonaria subatra Pilsbry, 1904
- Siphonaria subrugosa G. B. Sowerby I, 1835
- Siphonaria tasmanica Tenison Woods, 1876
- Siphonaria tenuis Philippi, 1860
- Siphonaria thersites Carpenter, 1864
- Siphonaria tongensis Hubendick, 1943
- Siphonaria tristensis G. B. Sowerby I, 1823
- Siphonaria venosa Reeve, 1856
- Siphonaria viridis Quoy & Gaimard, 1833
- Siphonaria williamsi Berry, 1969
- Siphonaria zelandica Quoy & Gaimard, 1833[1]